# Radio Popular-Paredes-Boavista
Radio Popular-Paredes-Boavista ist ein portugiesisches Radsportteam mit Sitz in Porto.

## Organisation und Geschichte
Die Mannschaft ist ein Ableger des portugiesischen Spitzenfußballvereins Boavista Porto. Sponsor war von 2008 bis 2010 Madeinox, vorher waren unter anderem Recer, Riberalves und lange Zeit Carvalhelhos Namensgeber. Sie besitzen seit 2005 eine Lizenz als Continental Team und nehmen hauptsächlich an Rennen der UCI Europe Tour teil, vor allem auf der iberischen Halbinsel. Manager ist José dos Santos, der von Luis Machado unterstützt wird. Das Team wird mit Fahrrädern der Marke Masil ausgestattet. Die Mannschaft geht nicht aus dem Continental Team Riberalves-Alcobaca hervor, nur der Sponsor ist gewechselt. In den Saisons 2008 bis 2010 fuhr das Team nach einer Fusion mit Madeinox-Bric-Loulé unter dem Namen Madeinox-Boavista. Von 2011 bis 2012 war der in Porto beheimatete Sportbekleidungshersteller Onda der Hauptsponsor und der Teamname lautete Onda. Seit 2013 ist Rádio Popular einer der Hauptsponsoren des Teams.
Nach zwei Dopingfällen im Team (Daniel Freitas und João Benta) innerhalb von 12 Monaten wurde das Team im März 2023 durch UCI für Versäumnisse im Management für 30 Tage gesperrt.

## Erfolge als UCI Continental Team
| Rennserie                 | 2005 | 2006 | 2007 | 2008 | 2009 | 2010 | 2011 | 2012 | 2013 | 2014 | 2015 | 2016 | 2017 | 2018 | 2019 | 2020 | 2021 | 2022 | 2023 | 2024 |
| ------------------------- | ---- | ---- | ---- | ---- | ---- | ---- | ---- | ---- | ---- | ---- | ---- | ---- | ---- | ---- | ---- | ---- | ---- | ---- | ---- | ---- |
| UCI ProSeries             | -    | -    | -    | -    | -    | -    | -    | -    | -    | -    | -    | -    | -    | -    | -    | -    | -    | -    | -    | -    |
| UCI Continental Circuits  | -    | 1    | -    | 1    | 1    | -    | 1    | -    | 1    | 1    | -    | -    | 2    | 1    | 1    | -    | -    | 1    | -    | 1    |
| nationale Meisterschaften | -    | -    | -    | -    | 1    | 1    | 1    | 1    | -    | -    | 1    | -    | 1    | 2    | -    | -    | -    | -    | -    | -    |

## Platzierungen in UCI-Ranglisten
UCI-Weltrangliste
| World Ranking | World Ranking | World Ranking                 | World Ranking |
| Jahr          | Teamwertung   | Einzelwertung                 |               |
| ------------- | ------------- | ----------------------------- | ------------- |
| 2016          | —             | Daniel Silva (606. )          |               |
| 2017          | —             | João Benta (455. )            |               |
| 2018          | —             | Domingos Gonçalves (304. )    |               |
| 2019          | 121.          | David Rodrigues (584. )       |               |
| 2020          | 92.           | João Benta (568. )            |               |
| 2021          | 141.          | Daniel Freitas (1093. )       |               |
| 2022          | 125.          | Luís Felipe Fernandes (800. ) |               |
| 2023          | 200.          | César Fonte (3013. )          |               |
| 2024          | 165.          | Francisco Peñuela (1083. )    |               |
|               |               |                               |               |
| Quelle: UCI   |               |                               |               |

UCI America Tour
| Saison    | Mannschaftswertung | Fahrerwertung                |
| --------- | ------------------ | ---------------------------- |
| 2005      | 25.                | Pedro Miguel Miranda (222.)  |
| 2006-2009 | -                  | -                            |
| 2010      | 38.                | Danail Andonow Petrow (337.) |
| 2011      | -                  | -                            |
| 2012      | 37.                | Daniel Silva (151.)          |
| 2013-2016 | -                  | -                            |

UCI Asia Tour
| Saison    | Mannschaftswertung | Fahrerwertung        |
| --------- | ------------------ | -------------------- |
| 2005-2006 | -                  | -                    |
| 2010      | 39.                | Jacek Morajko (139.) |
| 2008-2016 | -                  | -                    |

UCI Europe Tour
| Saison | Mannschaftswertung | Fahrerwertung                 |
| ------ | ------------------ | ----------------------------- |
| 2005   | 59.                | Pedro Miguel Miranda (79.)    |
| 2006   | 50.                | Manuel António Cardoso (165.) |
| 2007   | 56.                | Tiago Machado (134.)          |
| 2008   | 68.                | Tiago Machado (143.)          |
| 2009   | 33.                | Tiago Machado (29.)           |
| 2010   | 61.                | Danail Andonow Petrow (216.)  |
| 2011   | 55.                | João Cabreira (182.)          |
| 2012   | 84.                | José Gonçalves (334.)         |
| 2013   | 97.                | Daniel Silva (400.)           |
| 2014   | 78.                | Rui Sousa (174.)              |
| 2015   | 64.                | Alberto Gallego (183.)        |
| 2016   | 57.                | Daniel Silva (368.)           |

UCI Oceania Tour
| Saison    | Mannschaftswertung | Fahrerwertung |
| --------- | ------------------ | ------------- |
| 2005      | -                  | -             |
| 2006      | 27.                | Ben Day (74.) |
| 2007-2016 | -                  | -             |